# 札幌よしもとの日曜日
札幌よしもとの日曜日（さっぽろよしもとのにちようび）は2025年1月5日からYouTubeで配信されている生放送ラジオ番組である。

## 概要
吉本興業札幌支社に所属する芸人が毎週日曜日午後14時より1時間、COCONO SUSUKINOにあるラジオスタジオ『MID.α STUDIO』にて公開生放送を行い、配信およびアーカイブはMID.α STUDIO YouTubeチャンネル(2025年3月までは札幌よしもとYouTube)にて視聴可能となっている。週替わりで別番組を放送。番組開始に先駆けてお試し放送が2024年12月1日に行われ、出演者はなまらあつし、おかあさん（リングリンデ）、わっかない村井の3名。

## 放送番組一覧
出典:
- 第1週
  - コンゲツウマーレ
- 第2週
  - バトルナンバーワン
- 第3週
  - ジョノクチ
- 第4週
  - ピンゾロ
- 最終週
  - タツミnoタチミ

※月によって週が4週の場合は3週目と4週目の番組を交互に放送。

## コンゲツウマーレ

### 概要
- 放送月に誕生日の芸人が集まり、誕生日月に関するトークを行うラジオ。

### コーナー
- プレゼンプレゼント
  - 毎月決められたジャンルに沿ってプレゼント交換を行う企画。出演者は次週のプレゼントジャンルを決めるバトンタッチ方式になっている。
- 自分の生まれた日の新聞を見てみよう
  - 出演者に各1枚ずつ、実際生まれたの日の新聞が配られ、それを見ながらのトーク。
- 自分があげた物は何位？誕生日プレゼントランキング
  - 自分が実際にあげたことのある誕生日プレゼントが「嬉しかった物ランキング」または「嬉しくなかった物ランキング」に入っているかのトーク。
- 今まで一番高かった誕生日プレゼント
  - 出演者が今まで貰った中で一番金額が高かったプレゼントをトークしあう。
- 生まれ変わったらダレになりたい？
  - 人や物など、もし生まれ変わるなら何になりたいかをトーク。
- 変な空気を切り抜けろ 誕生日あるある対処術
  - 誕生日を聞いたor聞かれた時、すでに誕生日が過ぎていた時の気まずい空気をどうすれば良いのか考えるコーナー。
- どっちがいい？誕生日究極の2択
  - 甲乙つけ難い選択肢の誕生日バージョン、二手に別れてディベートを行う。
- おバカ決定戦なぞなぞ対決
  - 札幌吉本の真のおバカを決めるべく、たいよう（華花クラッツ）と植田康生がなぞなぞをそれぞれ3問ずつ出し合い正解数で決着をつける。(2025年2月配信回)

### 放送リスト
| 配信日 | 出演者                                             |
| ------ | -------------------------------------------------- |
| 1月5日 | なまらあつし、アライヒカリ、タダヨシ（暮花火）     |
| 2月2日 | たいよう（華花クラッツ）、植田康生                 |
| 3月2日 | わっかない村井、やすろー（ねこ超人）、泉大河       |
| 4月6日 | 花敷こーよう、三上由貴、たくま.inc（先入観）       |
| 5月4日 | 電人バンド（浦谷くじら、オーセコ）                 |
| 6月1日 | オジョー、よねけん                                 |
| 7月6日 | すみたす、ジャンゴ（秘蔵）、渡辺しょうま（先入観） |
| 8月3日 | 根本（ゴールデンルールズ）、ビッグボイス☆とっち    |

## バトルナンバーワン

### 概要
- クリエイティブスタジオにて毎月行われる客投票ライブ『サツヨシネタバトルライブ』にて1位を獲得した芸人をゲストに呼び、MCなまらあつしとトークを行うラジオ。

### メインパーソナリティ
- なまらあつし
  - 『サツヨシネタバトルライブ』ではMCを務めている。

### 他の出演者
- わっかない村井
  - 『5秒でご褒美 おつかいテレフォン』のコーナーレギュラー、おつかい者として全ての放送回に出演。

### コーナー
- 5秒でご褒美 おつかいテレフォン
  - ゲストがおつかい者であるわっかない村井に電話で欲しいものを伝え、おつかい者は番組放送中に購入し生放送を行っているMID.α STUDIOに届けに行く。伝える際の条件は商品名を直接を言わないで5秒以内。
- 芸人深掘り 15の質問
  - 「初めて買ったCDは？」「人生で一番怒られたことは？」などの事前に用意された15の質問にゲストがリズム良く答え、回答からMCがトークを広げる。
- 5秒でご褒美 おつかいテレフォン2
  - 出演回数が2回目以降の場合に行われ、ルールは同じであるが相方が互いに欲しそうなものや好きそうなものをおつかい者に伝える。
- * 芸人深掘り 10の質問
  - 出演回数が2回目以降の場合に行われ、「相方の尊敬するところは？」「相方に直して欲しいところはあるか？」などの質問にゲストが答えトークを広げる。

### 放送リスト
| 配信日  | ゲスト出演者                       |
| ------- | ---------------------------------- |
| 1月12日 | 電人バンド（浦谷くじら、オーセコ） |
| 2月9日  | コロネケン（渋谷、束田）           |
| 3月9日  | 先入観（渡辺しょうま、たくま.inc） |
| 4月13日 | 華花クラッツ（たいよう、ザキ）     |
| 5月11日 | スキンヘッドカメラ（岡本、シモ）   |
| 6月8日  | コロネケン（渋谷、束田）           |
| 7月13日 | 秘蔵（ジャンゴ、武蔵）             |
| 8月10日 | 俵雄人                             |

## ジョノグチ

### 概要
- 札幌吉本所属の女性芸人3人がコスメやスイーツなどのオススメ情報から日頃のグチまで、さまざまなことを話すラジオ。

### メインパーソナリティ
- おかあさん（リングリンデ）
- アライヒカリ
- なかもりあや

### 他の出演者
- 杏仁（暮花火）
  - メインパーソナリティが別仕事で欠席の場合の代役。

### コーナー
- おもたせトーク
  - おもたせ当番がおもたせを持ち寄り食べながらトークを行う。
- AGE AGE LIVE トーク
  - ヨシモト∞ホールで行われていたAGE AGE LIVEが好きな3人が当時のことを振り返る。
- ワタシのオススメ
  - パーソナリティの芸人が1人、オススメしたいやまだ注目されていないものを紹介するコーナー。
- オキニを持ち寄ろう
  - 『ワタシのオススメ』とは異なり、テーマを設けて今現在ハマっているグッズなどを持ち寄って共有するコーナー。
- 聞いて、私たちのグチ
  - タイトルの通り、ジャンルを問わず日頃のグチを話す。

### 放送リスト
| 配信日  | おもたせ当番 | 備考欄                                         |
| ------- | ------------ | ---------------------------------------------- |
| 1月19日 | アライヒカリ |                                                |
| 3月16日 | おかあさん   | 別仕事で欠席のアライヒカリに変わり杏仁が出演。 |
| 4月20日 | なかもりあや |                                                |
| 6月15日 | おかあさん   | 別仕事で欠席のアライヒカリに変わり杏仁が出演。 |
| 7月20日 | アライヒカリ |                                                |
| 8月17日 | なかもりあや |                                                |

## ピンゾロ

### 概要
- 札幌吉本所属のピン芸人をゲストにわっかない村井が『一人』に関することやサイコロを使ったトークを行うラジオ。

### メインパーソナリティ
- わっかない村井

### コーナー
- ピンゾロサイコロトーク
  - 出演者がそれぞれ配信ブースの外でサイコロを投げ、出た目に沿って設けられたお題でトークを行う。

### 放送リスト
| 配信日  | ゲスト出演者                        |
| ------- | ----------------------------------- |
| 2月16日 | 斎藤のようなもの、泉大河            |
| 3月23日 | なまらあつし、よねけん              |
| 5月18日 | なかもりあや、三上由貴              |
| 6月22日 | アルちゃん先生、ビッグボイス☆とっち |

### 『札幌よしもと』夢のコンビ アンケート
- 札幌よしもとピン芸人アクリルスタンド化を記念して、コンビを組んだら面白そうなピン芸人2人を選ぶアンケートをeeo Storeにて実施。投票数が最も多かったペアはコンビとしてM-1グランプリ2025に出場。投票期間は2025年6月22日〜7月3日まで。結果は2025年7月6日配信の『コンゲツウマーレ』内にて発表され、わっかない村井と齋藤のようなもののコンビに決定。なお、この2人は企画とは関係なくユニットミクロポエジーとしての活動もしている。[2]

## タツミnoタチミ

### 概要
- 札幌吉本所属の超若手芸人をゲストに迎え、札幌吉本を初期から支える龍見とトークを繰り広げるラジオ。

### メインパーソナリティ
- 龍見

### コーナー
- 予測変換トーク
  - スマホの予測変換からトークを行う。
- オレに語らせろ
  - ゲストが自分の好きなもの・今ハマっているものなどを紹介するコーナー。
- 他人には理解できないワタシのこだわり
  - 自分独自のこだわりを紹介するコーナー。
- めんどくさー
  - 日頃「めんどくさい」と思っていることを話すコーナー。
- ランキングクイズ
  - 龍見が提示したランキングをゲストが協力して3分以内に埋めていく。

### 放送リスト
| 配信日  | ゲスト出演者                       |
| ------- | ---------------------------------- |
| 1月26日 | ねこ超人（佐々木拓杜、やすろー）   |
| 2月22日 | よねけん、花敷こーよう             |
| 3月30日 | 華花クラッツ（たいよう、ザキ）     |
| 4月27日 | なかもりあや、三上由貴             |
| 5月25日 | 電人バンド（浦谷くじら、オーセコ） |
| 6月29日 | 秘蔵（ジャンゴ、武蔵）             |
| 7月27日 | 暮花火（杏仁、サカヅメ）           |

## 主題歌担当
- 手袋ズ
  - 札幌吉本所属のまひろ（リングリンデ）と実弟による兄弟バンド、番組によって曲は異なる。

## 協賛
- Joy Creation Platform『eeo』（株式会社A3）[3]

## グッズ
グッズは全てeeo Storeより販売。
- キャラクリアケース、アクリルキーホルダー
  - 2025年4月6日より販売、各種番組ロゴを使用した商品。[4]
- アクリルスタンド
  - 2025年6月22日より販売、ピン芸人15名の撮り下ろし写真を使用。[5]

- - 商品一覧

| 番号 | 名前                |
| ---- | ------------------- |
| 01   | アライヒカリ        |
| 02   | アルちゃん先生      |
| 03   | 泉大河              |
| 04   | 植田康生            |
| 05   | オジョー            |
| 06   | 齋藤のようなもの    |
| 07   | すみたす            |
| 08   | 中                  |
| 09   | なかもりあや        |
| 10   | なまらあつし        |
| 11   | 花敷こーよう        |
| 12   | ビッグボイス☆とっち |
| 13   | 三上由貴            |
| 14   | よねけん            |
| 15   | わっかない村井      |